# Ypiranga (Schiff)
Die Ypiranga war ein deutsches Kombischiff. Sie gehörte zu den Südamerika-Linern der Hamburg-Amerikanischen Packetfahrt-Actien-Gesellschaft (HAPAG). Ihr Schwesterschiff war die 1907 von Stapel gelaufene Corcovado. Die Schiffe hatten zwei Masten, einen Schornstein sowie ein großes Deckshaus.
Auch die Schwesterschiffe König Wilhelm II und König Friedrich August, sowie Fürst Bismarck und Kronprinzessin Cecilie sahen ähnlich aus.

## Dienst bei der HAPAG
Der Stapellauf der Ypiranga erfolgte am 18. August 1908 auf der Krupp-Germaniawerft in Kiel und am 14. Oktober 1908 startete sie ihre Jungfernfahrt von Hamburg nach Brasilien (sogenannte Mittelbrasilienfahrt). Sie hatte eine Dienstgeschwindigkeit von 13 Knoten und Platz für 136 Passagiere in der I. Klasse, 126 in der II. Klasse und 1.049 Zwischendeckspassagiere.

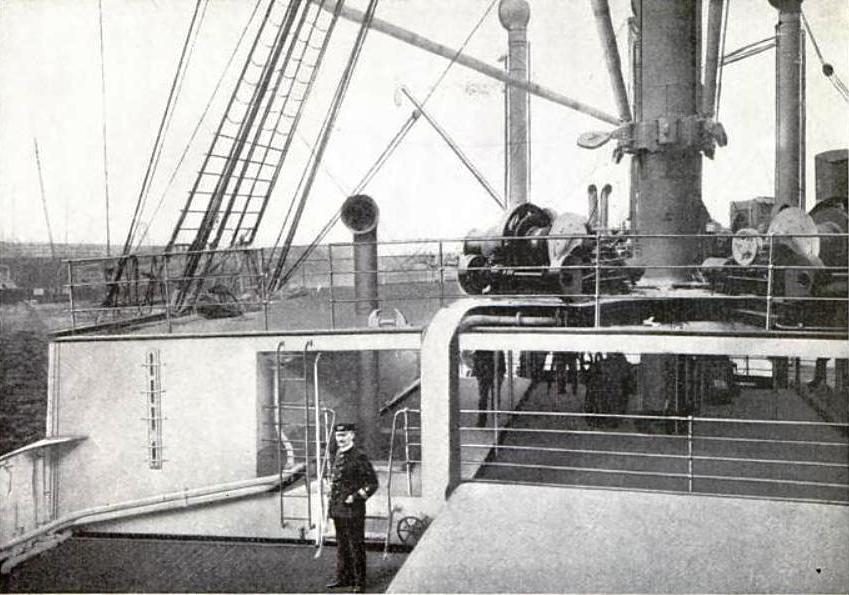
Blick auf Schlingertank an Deck mit einem Offizier im Vordergrund (ca. 1911)

Die Ypiranga war sehr unruhig bei schwerer See. Dies wurde beseitigt, indem auf der Höhe der Masten Frahmsche Schlingertanks installiert wurden. Auch die Corcovado erhielt diese Modifikation. Danach galten beide Schiffe als extrem stabil bei schwerer See.
Am 15. März 1911 wurde sie für eine Rundreise zwischen Hamburg und Philadelphia eingesetzt und dann auf die Hamburg-Kuba-Mexiko-Route umgesetzt. Zusammen mit der Fürst Bismarck versah sie den sogenannten Schnelldienst von Hamburg über Le Havre und Southampton, Santander, La Coruña, Vigo nach Havanna und Veracruz (24 Tage). Die Schiffe liefen dann weiter nach Tampico und Puerto México (heute Coatzacoalcos, Veracruz) und über Veracruz wieder zurück. Ein Umlauf sollte in 50 bis 56 Tagen erfolgen. Für den Schnelldienst gab es Frachtbeschränkungen (z. B. für Kuba), um die Hafenzeiten zu begrenzen.
Auf der neuen Route wurde die Ypiranga mehrfach in die mexikanische Revolution verwickelt. Auf der Fahrt im Mai 1911 brachte die Ypiranga den abgedankten mexikanischen Präsidenten Porfirio Díaz ins Exil nach La Coruña. Díaz war am 25. Mai zurückgetreten und mit einem Zug nach Veracruz geflohen; dort ging er am 31. Mai mit seiner Familie an Bord.
Die 26. Reise der Ypiranga im April 1914 von Hamburg nach Veracruz war die bemerkenswerteste, die zu dem sogenannten Ypiranga Incident am 21. April führte. US-Truppen, die gerade Veracruz besetzt hatten, beschlagnahmten das Schiff, weil es Waffen und Munition für die mexikanische Regierung von Victoriano Huerta an Bord hatte, gegen die die US-Regierung ein Waffenembargo verhängt hatte. Da die USA weder Mexiko den Krieg, noch formal eine Blockade der mexikanischen Häfen erklärt hatten, mussten sie das Schiff wieder freigeben, das dann Puerto México anlief. Dieser Hafen stand nicht unter Kontrolle der Amerikaner. Die Ypiranga konnte ihre Ladung löschen und an Vertreter der Huerta-Regierung übergeben.

## Kriegseinsatz
Im August 1914 wurde die Ypiranga in Hamburg aufgelegt. Am 28. März 1919 wurde sie nach Southend ausgeliefert und wurde vom Shipping Controller übernommen. Die White Star Line bereederte die Ypiranga für die Rückführung alliierter Truppen nach Australien.

## Nachkriegseinsatz unter fremden Flaggen
1920 war das Schiff in Hull aufgelegt. Dann wurde die Ypiranga an die Anchor Line verkauft, überholt (8142 BRT) und in Assyria umbenannt. Nach einem ersten Einsatz von Liverpool nach Bombay im Januar 1921 wurde sie ab Juni 1921 bis August 1925 von Glasgow nach New York eingesetzt und wechselte dann wieder auf die Bombay-Linie der schottischen Reederei.
1929 wurde sie an die portugiesische Cia. Colonial de Navegacao in Lissabon verkauft, wurde in Colonial umbenannt und kam auf deren Linie von Lissabon nach Angola und Mosambik zum Einsatz. Ab 1930 kam auch ihr Schwesterschiff Corcovado als Mauzinho neben ihr zum Einsatz, die von der portugiesischen Gesellschaft aus Italien angekauft worden war.
Im September 1950 wurde das Schiff an die British Iron and Steel Corporation als Brisco 9 verkauft. Am 17. September strandete das ehemalige HAPAG-Schiff auf dem Weg zum Abwracken bei Campbeltown, als das Schlepptau riss.

## SchwesterschiffCorcovado(1907)
später: Sueh, Guglielmo Pierce, Corcovado, Maria Christina, Mauzinho 
Die Corcovado (8.099 BRT) wurde ebenfalls auf der Germaniawerft, Kiel, für den Südamerika-/Brasilien-Dienst gebaut. Ihr Stapellauf erfolgte am 21. Dezember 1907 und ihre Jungfernfahrt von Hamburg nach Südamerika. Ab 1911 kam sie wie ihr Schwesterschiff nach Mittelamerika zum Einsatz. Am 19. Oktober 1912 fuhr sie von Hamburg zum ersten Mal nach New York und am 15. März 1914 erstmals von Hamburg nach Philadelphia.
Am 15. April 1914 eröffnete sie von New York eine neue Linie der HAPAG ins Mittelmeer und in das Schwarze Meer auf der sie mit den beiden älteren Dampfern Barcelona ex Arabia (5.446 BRT) und Pisa (4.967 BRT) aus dem Jahre 1896 eingesetzt wurde. Bei Ankunft der Corcovado in Konstantinopel gab es ein großes Bankett an Bord mit dem US-Botschafter Morgenthau. Am 20. Mai begann sie ihre erste Rückreise von Odessa über Batumi nach Konstantinopel, Smyrna, Piräus und New York. Am 26. Juli 1914 erreichte die Corcovado erneut Odessa und konnte vor dem Ausbruch des Ersten Weltkriegs Konstantinopel erreichen. Für die Dauer des Krieges diente sie als Wohnschiff und Hauptquartier der deutschen Mittelmeerdivision.
1915 wurde sie an die Türkei verkauft und in Sueh umbenannt.
Am 6. Dezember 1918 internierte die alliierte Besatzungsmacht auf der Sueh die in Istanbul lebenden deutschen und österreichischen Staatsangehörigen, bevor sie diese auswies.
1919 kam das Schiff als Kriegsbeute nach Frankreich und erhielt seinen alten Namen zurück.
1920 wurde sie an die italienische Reederei Sicula Americana in Neapel verkauft und in Gugliemo Pierce umbenannt. Das Schiff wurde zuerst auf der Neapel – Südamerika – Route eingesetzt und fuhr am 9. Dezember 1920 erstmals von Neapel nach New York. Am 5. November 1923 startete ihre 14. und letzte Reise nach New York. 1926 wurde sie an die Cosulich Line, Triest, verchartert. 1927 verkaufte die Sicula sie an den Lloyd Sabaudo in Genua, der sie in Maria Christina umbenannte.
1930 kaufte die portugiesische Cia Colonial das Schiff, die es in Mouzinho umbenannte. Das Schiff wurde jetzt wieder zusammen mit ihrem Schwesterschiff Colonial ehemals Ypiranga auf der Lissabon – Angola – Mozambique Route eingesetzt. Im Juni und August 1941 machte sie zwei Reisen zwischen Lissabon und New York. 1954 wurde die ehemalige Corcovado in Savona abgewrackt.